# Florence Klotz
Florence Klotz, geboren als Kathrina E. Klotz, auch bekannt als Flossie Klotz (* 28. Oktober 1920 in Brooklyn, New York City, New York; † 1. November 2006 in Manhattan, New York City, New York), war eine US-amerikanische Kostümbildnerin. Sie wurde mit sechs Tony Awards ausgezeichnet. Das Design der Kostüme von Das Lächeln einer Sommernacht brachte ihr eine Oscar-Nominierung ein.

## Leben und Wirken
Florence Klotz besuchte zunächst die Parsons School of Design in New York. Danach arbeitete sie für Brooks Costumes, wo sie Stoffe bemalte. 1951 wurde sie die Assistentin von Irene Sharaff und unterstützte sie bei der Kostümausstattung von The King and I. Dies war der Beginn ihrer Karriere als Kostümbildnerin.
In den folgenden zehn Jahren assistierte Klotz bekannten Kostümbildnern wie Alvin Colt, Lucinda Ballard und Miles White (1914–2000). 1961 übernahm sie mit A Call of Kuprin schließlich zum ersten Mal die Funktion der verantwortlichen Kostümbildnerin. Der Durchbruch gelang ihr 1971 mit dem Stück Follies, danach hatte sie zahlreiche weitere Erfolge. Insgesamt war Klotz an rund 60 Broadway-Produktionen beteiligt. Häufig arbeitete sie mit dem Komponisten Stephen Sondheim und Regisseur Harold Prince zusammen. Klotz’ Kostümkreationen waren opulent, elegant und zum Teil sehr kostenintensiv.
Neben ihrer Tätigkeit am Broadway war Klotz auch bei Ballett, Oper und Film als Kostümbildnern tätig. Der Kontakt zur Filmbranche kam wiederum über Harold Prince zu Stande, der bei beiden Kinofilmen Regie führte, an denen sie mitarbeitete. Während der Dreharbeiten zu Das Lächeln einer Sommernacht, für dessen Kostümdesign Klotz später mit einer Oscar-Nominierung ausgezeichnet wurde, lernte sie Elizabeth Taylor kennen. Diese beauftragte sie daraufhin mit der Gestaltung ihres Hochzeitskleides für die Vermählung 1976 mit Senator John Warner. Klotz stattete außerdem mehrere Ballettproduktionen von Choreograf Jerome Robbins, John Currys Symphony on Ice sowie die Madama Butterfly-Aufführung der Lyric Opera of Chicago aus. Obwohl Klotz Musiktheater bevorzugte, arbeitete sie mitunter auch bei gesprochenen Theateraufführungen wie The Little Foxes (1981), Take Her, She's Mine und The Owl and the Pussycat mit.
Nachdem sie in den 1980ern an einer Reihe wenig erfolgreicher Stücke wie Harold and Maude, A Doll's Life und Rags beteiligt war, konnte sie mit der mehrfach ausgezeichneten musikalischen Komödie City of Angels 1989 wieder an die früheren Erfolge anknüpfen. 1994 war sie mit Show Boat zum letzten Mal an einer Broadway-Produktion beteiligt. Zwei Jahre später beendete sie ihre Karriere als Kostümbildnerin nach ihrer Mitarbeit an der Aufführung von Andrew Lloyd Webbers Musical Whistle Down the Wind in Washington, D.C.
Florence Klotz erlag mit 86 Jahren in ihrer Wohnung in Manhattan einer Herzinsuffizienz. Ihre langjährige Lebensgefährtin, die Broadway-Produzentin Ruth Mitchell, war bereits 2000 verstorben.

## Filmografie
- 1970: Something for Everyone
- 1976: Pacific Overtures
- 1977: Das Lächeln einer Sommernacht (A Little Night Music)

## Auszeichnungen und Nominierungen
- Tony Awards in der Kategorie Tony Award/Beste Kostüme
  - 1972: Follies
  - 1973: A Little Night Music
  - 1976: Pacific Overtures
  - 1985: Grind
  - 1990: City of Angels (Nominierung)
  - 1993: Kuss der Spinnenfrau
  - 1995: Show Boat

- Oscar
  - 1978: Nominierung in der Kategorie Bestes Kostümdesign für Das Lächeln einer Sommernacht

- Drama Desk Award in der Kategorie Outstanding Costume Design
  - 1971: Follies
  - 1976: Pacific Overtures
  - 1978: On the Twentieth Century
  - 1990: City of Angels (Nominierung)
  - 1993: Kuss der Spinnenfrau
  - 1995: Show Boat

- Los Angeles Drama Critics Circle Award
  - 1972: Follies
  - 1974: A Little Night Music
  - 1976: Pacific Overtures

- Weitere Auszeichnungen
  - 2002: Patricia Zipprodt Award (Fashion Institute of Technology)
  - 2005: Irene Sharaff Lifetime Achievement Award (Theatre Development Fund)